# Anderson Silva
Anderson da Silva (født 14. april 1975 i São Paulo, Brasilien) er en brasiliansk MMA-udøver. Han var mester fra 14. oktober 2006 til 6. juli 2013 i UFC's mellemvægt. Silva har også konkurreret i blandt andet Pride fighting Championships.
MMAWeekly og Sherdog rangerede i juli, 2011 Silva som verdens bedste mellemvægter i MMA. Sherdog rangerde ligeledes Silva som næstbedste MMA-udøver i verden . UFC's præsident Dana White og kamp-kommentatoren Joe Rogan har siden UFC 126 adskillige ganger udtalt at de anser Silva for at være verdens bedste kæmper.

## Baggrund
Anderson Silva blev født den 14. april, 1975, som mellembarn i en flok på 4. Som søn af en fattig familie tilbragte det meste af sin barndom med sin tante og onkel, en betjent i Curitibas politi-styrke.
Silva begyndte at træne jiu-jitsu med nabobørnene, der havde råd til at modtage undervisning. Han forklarede senere om sin introduktion til MMA i et interview med FIGHT! Magazine: "When I started out, Jiu-Jitsu was really an elite thing in Brazil, and there was some prejudice towards poorer kids, so I had to learn things on my own... Some of my neighbors started doing Jiu-Jitsu, so I started watching it, and then started rolling with them. It wasn’t organized training, but it was better than nothing." I en alder af 13 havde hans familie råd til at lade ham starte til Taekwondo, hvorefter han startede til Capoeira, før han til sidst begyndte til Thaiboxing i en alder 16 år.
Før sin karriere som professionel kæmper, arbejde Silva i McDonald's og som kontormand. Han anser Spider-Man, Bruce Lee, Muhammad Ali og sin mor som sine største personlige helte og indrømmet at han elsker tegneserier og tegneseriehelte.

### Tidlige karriere
Silva startede med at kæmpe i weltervægt i Brasilien. Silva fik sin professionelle debut 1997 hvor han vandt et par kampe. Silva fik sit første nederlag i 2000 tilLuiz Azeredo via dommerstemmerne. Efter kampen fik han 9 sejre i træk og vandt 6 af dem på enten submission eller TKO. Efter at have vundet sin første kamp i Japan, mødte han Shooto-mesteren Hayato Sakurai den 26. august, 2001. Silva slog Sakurai via enstemmig afgørelse efter 3 omgange og blev ny Shooto-mellemvægt-mester og den første mand til at besejre Sakurai, der var ubesetejet i sine første 20 kampe.

## Ultimate Fighting Championship
Ved UFC 73 den 7. juli 2007, forsvarede Silva sin titel mod Nate Marquardt, hvor han vandt via TKO ved 4:50 i 1. omgang. 3 måneder senere, den 20. oktober, 2007, ved UFC 77, kæmpede Silva et titelforsvar mod Rich Franklin, i Franklins hjemby Cincinnati i Ohio i U.S. Bank Arena. Silva forsvarede sit bælte ved at besejre Franklin via TKO i 2. omgang. Den 1. marts 2008, på UFC 82 kæmpede Silva mod Pride fighting Championships-mellemvægt-mesteren Dan Henderson, i en titel-forenings-kamp (UFC og Pride-titlerne var på spil). Man mente at Henderson ville have en stor fordel på gulvet da han i 1992 og 1996 havde konkurreret i Græsk-romersk brydning ved De Olympiske Lege. Silva forsvarede sin titel ved at besejre Henderson via (rear naked choke) submission i 2. omgang. Ved UFC Fight Night: Silva vs. Irvin den 19. juli, 2008, fik Silva sin debut i letsværvægt i en kamp mod James Irvin. Silva vandt via KO ved slag ved 1:01 i 1. omgang efter at have grebet Irvins forsøgte spark med sin venstre arm og slå tilbage med en lige højre, der slog Irvin ned på gulvet hvorefter Silva færdiggjorde en medtaget Irvin med en serie af slag mod hovedet. Irvin testede senere positiv for methadone og oxymorphone.
Silvas næste kamp var den 25. oktober, 2008, ved UFC 90 i Rosemont i Illinois, Silva forsvarede sin mellemvægt-titel mod Patrick Côté. I 3. omgang landede Côté akavet på sit højre ben efter at have sparket og tog sig sig til benet i smerte. Ringdommer Herb Dean vinkede kampen af da Côté ikke var i stand til at fortsætte og det blev dermed en TKO-sejr til Silva. Côté, blev den første af Silvas UFC modstandere, der havde gået mere end 2. omgang med ham. Efter kampen mod Côté, blev Silva kritiseret for tilsyneladende at have prøvet at undgå kontakt under kampen. Dana White kritiserede Silva og udtalte: "I didn't understand Silva's tactics... It wasn't the Anderson Silva I've been watching the last two years." Silva said in the post-fight news conference:

"There are many people saying I was disrespecting Cote, but this is absolutely not true. My game plan since the beginning was fight five rounds, inducing him to commit mistakes and capitalize on that during the first three rounds and look for the knockout during the fourth and fifth rounds. It was working, and the biggest proof of that is that I almost didn’t waste any blows. I connected with a couple of good punches and knees, but unfortunately he got hurt and the fight was over. This is not my fault."
Den 18. april 2009 på UFC 97 i Montreal, Quebec, Canada, besejrede Silva brasilianske Jiu-Jitsu-sortbælte-kæmperen Thales Leites via enstemmig afgørelse og fik sin 9. UFC i træk i oktagonen. Thales Leites er krediteret for at være den første mand i UFC's historie, der gik tiden ud med Silva og lod dommerne afgøre kampen. Publikum buede gentagne gange hans farveløs indsats, kedelige udtryk og frustrerende forsøg på at få sin modstander til at slås og i 4. og 5. omgang begynde at danse, sænke siden parader uden at blive ramt til gengæld. Efter kampen sagde, Dana White at han var "flov" over Silva's præstaton, men stadig mente at han var "den bedste pound-for-pound-kæmper i verden".
Den 10. april 2010 mødte Silva Demian Maia til UFC 112, en kamp som han vandt via enstemmig afgørelse. Den 7. august 2010 var Chael Sonnen tæt på at tage mellemvægts-titlen fra Anderson, da de mødtes ved UFC 117. Silva lykkedes dog at vinde kampen i sidste øjeblik da han submittede (triangle armbar) Chael i slutningen af 5. omgang. Eftersom Sonnen var yderst tæt på at besejrede Anderson fik han ny chance ved UFC 148 efter at have fået 2 sejrer i mellemtiden. Også denne kamp blev stoppet før tid, da Silva knockoutede Chael i 2. omgang. Den 5. februar, 2011 mødte Silva, Vitor Belfort til UFC 126. Mødet stoppede allerede i 1. omgang, da Anderson slog Belfort ud via et hovedspark.
UFC 134 fandt sted 27. august 2011 og der fik Anderson igen mulighed for at møde Yushin Okami, som han havde tabt til 5 år tidligere ved Rumble on the Rock 8 via diskvalifikation på grund af et ulovligt spark. Dette møde varede til 2. omgang, hvor Silva besejrede Okami via TKO.
Den 13. oktober 2012 gik Anderson op i letsværvægt, for at møde Stephan Bonnar ved UFC 153. Silva vandt kampen via TKO i 1. omgang.
Silva tabte bæltet mod Chris Weidman den 6. juli 2013 til UFC 162. En returmatch mellem Chris Weidman og Anderson Silva fandt sted ved UFC 168 den 28. december 2013. Silva brækkede sit venstre ben da Weidman blokerede et af Silvas spark i 2. omgang. Det officielle resultat blev en TKO-sejr til Weidman . Ifølge lægerne ville Silva kunne være tilbage i træning 6 og 9 måneder efter skaden. 
Den 31. januar 2015 mødtes Anderson og Nick Diaz på UFC 183, et møde som Anderson vandt via enstemmig afgørelse. Kort efter sejren Diaz blev det offentliggjort at både Anderson og Nick havde testet positivt for præstationsfremmende midler ved 2 separate dopningskontroller.  Ifølge lægene så kan Silva have andvendt sig af steroider for at påskynde rehabiliteringen af sit skadede ben.  Under forhøret Silva forklarede sin positive dopningtest som potensmiddel han havde erhvervet gennem en ikke-autoriseret forhandler. Silva hævede at han havde købt midlet fordi han var impotent, men ønskede ikke at gå til en læge, da han skammede sig over det. I slutningen af forhøret meddelte NSAC at den tidligere mester var blevet sat i et års karantæne og 3 millioner kroner i bøder. 
I sin første kamp efter at hans karantæne var blevet ophævet mødte Silva Michael Bisping den 27. februar 2016, på UFC Fight Night 84. Han tabte kampen via enstemmig afgørelse. Men kampen var yderst kontroversiel da Silva i slutningen af 3. omgang slog Bisping ned med et flyvende knæ mens Bisping signalerede til dommer Herb Dean at han havde mistet sin tandbeskytter. Silva troede at han havde vundet kampen og begyndte at fejre det mens Dean sagde at kampen ikke var ovre og den fortsatte i yderligere 2 omgange og gik tiden ud. Both participants were awarded Fight of the Night honors.
Silva var med kort varsel blevet erstattet til at møde den daværende letsværvægt-mester Daniel Cormier i en ikke-titel kamp den 9. juli 2016, på UFC 200. Silva tabte via enstemmig afgørelse.
Silva mødte Derek Brunson den 11. februar 2017, på UFC 208. Han vandt via enstemmig afgørelse. 19 of 23 media outlets scored the bout in favor of Brunson.

## Sponsore
Anderson Silva er markedsført af 9INE, et sports-marketing-firma, med-ejet af den tidligere brasilianske fodboldspiller Ronaldo. Siden august 2011, har Anderson været sponsoreret af Sport Club Corinthians Paulista, hans yndlings fodboldhold. He is also sponsored by fast food chain Burger King. Tidligere havde han ligeledes en sponsoraftale med sportsudstyr og sportsmode-firmæt Nike, der endte i slutningen af 2014 på grund af at Silva træk sig ud af UFC. For nylig, har Silva været stærkt publiceret af ølmærket Budweiser, inklusive en tv-reklame, med tilpasning af mærkeets motto "Great times are coming" med ordret "Back", hvilket signalerer at Silva vender tilbage.

## Privatliv
Silva har tre sønner og to døtre med sin kone, Dayane. Silva optrådte i spillefilmen Never Surrender (2009), som en undergrunds-MMA-kæmper. En dokumentar om Silva kaldet Like Water, blev udgivet i 2011.
I et interview fra 2008 med MMA Weekly, udtalte Silva's manager: "Anderson would love to fight Roy Jones Jr. in a boxing match up under boxing rules to prove that MMA fighters are technical, too." UFC president, Dana White, udtrykte senere at han vil nedlægge veto for at stoppe sådan en kamp i at finde sted fordi han ikke ville have sine kæmpere skadet ved at kæmpe uden for oktagonen. Silva, har dog kommenteret: "After my contract with the UFC is finished, I will set up the fight with Jones Jr. The fight has already been permitted by Jones himself." In April 2009, Jones himself confirmed he is still interested in fighting Silva: "I'm going to try and make it happen. He's saying he wants to fight me, so, OK, I'm ready. Let's brawl." Roy Jones Jr. var blandt publikum på UFC 101.
Silva har sagt ved adskillige lejligheder, at han mener, at hans gamle ven og tidligere UFC-letvægt-og-weltervægt-mester B.J. Penn er den bedste pound-for-pound-kæmper i sporens historie.

### Filmografi
| År   | Titel                  | Rolle          |
| ---- | ---------------------- | -------------- |
| 2009 | Never Surrender        | Spider         |
| 2009 | Hell's Chain           | King Anaconda  |
| 2013 | Til Death Do Us Part 2 | Andrew Silver  |
| 2013 | Worms                  | Hairy (stemme) |
| 2014 | Tapped Out             | Anderson       |
| 2014 | Monday Nights at Seven | Mateus         |
| 2017 | Ultimate Beastmaster   | Sig selv/host  |